# Piełagieja
Piełagieja Siergiejewna Chanowa (przy urodzeniu Polina Sergiejewna Smirnowa; ur. 14 lipca 1986 w Nowosybirsku) – rosyjska piosenkarka, założycielka i solistka grupy Piełagieja. Wykonuje rosyjskie pieśni ludowe, romanse i kompozycje autorskie, a także pieśni etniczne różnych narodów (hiszpańskie, portugalskie, gruzińskie, uzbeckie, tatarskie itp.); Zasłużona Artystka Federacji Rosyjskiej (2020), Zasłużony Pracownik Kultury Republiki Inguszetii (2014).

## Biografia
Swietłana Chanowa, matka Piełagiei, była wokalistka jazzowa, po utracie głosu została reżyserką teatralną i uczyła reżyserii i aktorstwa w Nowosybirsku. Obecnie jest producentem i dyrektorem grupy swojej córki. Początkowo Piełagieja nosiła nazwisko Smirnowa; Chanowa to nazwisko ostatniego męża jej matki.
Chociaż rodzice chcieli nazwać swoją córkę Piełagieja, dziecko zostało zarejestrowane w urzędzie stanu cywilnego jako Polina. Błąd został poprawiony przy wydawaniu paszportu. Imię Piełagieja nosiła prababcia piosenkarki. W wieku czterech lat po raz pierwszy pojawiła się na scenie.
W wieku ośmiu lat bez egzaminów wstąpiła do Specjalnej Szkoły Muzycznej w Nowosybirsku przy Nowosybirskim Konserwatorium i została pierwszą wokalistką w 25-letniej historii tej szkoły.
W wieku dziesięciu lat podpisała kontrakt z Feelee Records i przeniosła się do Moskwy. Uczyła się w szkole muzycznej w Gnesins Institute w Moskwie, a także w szkole nr 1113 z rozszerzonym programem nauki muzyki i choreografii. 
W 1997 roku Piełagieja została członkiem zespołu KWN Uniwersytetu Nowosybirskiego i najmłodszym uczestnikiem KWN w całej jego historii (później ten rekord został pobity).
W 2004 roku zagrała epizodyczną rolę w filmie telewizyjnym „Jesienin”.
W latach 2012–2014 została coachem-mentorką w wokalnym programie telewizyjnym „The Voice”. Brała udział w show przez trzy sezony w stałym składzie z Leonidem Agutinem, Aleksandrem Gradskim i Dimą Biłanem.  W latach 2014–2016 była coachem-mentorką w wokalnym programie telewizyjnym „The Voice. Kids”.   
Dekretem głowy Republiki Inguszetii Junus-bieka Jewkurowa Piełagieja została uhonorowana tytułem „Zasłużonego Pracownika Kultury Republiki Inguszetii” za zasługi dla rozwoju kultury i wieloletnią sumienną pracę. Uroczystość wręczenia nagród odbyła się podczas obchodów Dnia Republiki Inguszetii 4 czerwca 2014 roku.
W 2017 roku wróciła do projektu „The Voice”. W lutym 2018 roku wróciła jako mentorka na 5. sezon programu „The Voice. Kids”, gdzie zwycięzcą został uczestnik jej zespołu Rutegr Garecht. Jesienią 2018 roku została mentorką pierwszego sezonu nowego projektu „The Voice. 60+”, gdzie jej podopieczna Lidia Muzaliewa została zwycięzcą, a sama Piełagieja została Najlepszą mentorką sezonu. 
W 2019 roku została mentorką szóstego sezonu programu „The Voice. Kids”. Jesienią 2019 roku była mentorką w II sezonie projektu „The Voice. 60+”, w której zwycięzcą został jej podopieczny Leonid Sergijenko.
11 marca 2020 roku dekretem Prezydenta Federacji Rosyjskiej Władimira Putina Piełagieja otrzymała tytuł „Zasłużonego Artysty Federacji Rosyjskiej”.

## Życie osobiste
W 2010 roku wyszła za mąż za reżysera Dmitrija Jefimowicza i zmieniła nazwisko. W 2012 roku rozwiodła się z nim i wróciła do nazwiska Chanowa.
W 2016 roku oświadczył się jej hokeista Iwan Tielegin. Po zakończeniu mundialu 2016 sformalizowali swój związek, bez informowania mediów i fanów. Po ślubie Piełagieja odmówiła udziału jako trener-mentor w piątym sezonie programu „The Voice” i nowym sezonie programu „The Voice”. Kids”, a także ograniczyła śpiewanie, aby przygotować się do porodu. 21 stycznia 2017 roku piosenkarka urodziła córkę Taisię. 26 grudnia 2019 roku na Instagramie piosenkarka poinformowała o rozwodzie, zaznaczając, że byli małżonkowie będą starali się utrzymywać dobre relacje ze względu na córkę.

## Dyskografia
- 1999 – Любо! (singel)
- 2003 – Пелагея
- 2004 – Репа (singel)
- 2006 – Сингл (singel)
- 2007 – Девушкины песни
- 2009 – Тропы (singel)
- 2009 – Сибирский драйв
- 2010 – Тропы